# Avenida 28 de Abril
A Avenida 28 de Abril é um logradouro do município brasileiro de Ipatinga, no interior do estado de Minas Gerais. Começa na Rua Ouro Preto e termina na Rua Belo Horizonte, representando boa parte do movimento comercial do Centro de Ipatinga, que corresponde a um dos principais núcleos mercantis da cidade.
Estima-se que cerca de 82% dos estabelecimentos comerciais situados na avenida sejam alugados, enquanto que 18% são de propriedade dos comerciantes. Cerca de 69% das lojas possuem apenas o andar térreo, ao mesmo tempo que 29% apresentam dois andares e 2% três andares ou mais. Dentre os consumidores que circulam pelo comércio da via regularmente, aproximadamente 91% são do próprio município de Ipatinga, enquanto que 6% são oriundos de outras cidades e 3% de outros estados.

## História
O desenvolvimento da área onde está situado o atual Centro de Ipatinga deve-se à instalação do núcleo da Usiminas na localidade no final da década de 1950. Em 1954, o então distrito de Ipatinga, subordinado a Coronel Fabriciano, possuía cerca de 300 habitantes e em 1956, com o anúncio da construção do complexo industrial, estabeleceram-se comerciantes e residentes. Assim, a via se formou em primeiro momento de forma desordenada e fora chamada durante bastante tempo de Rua do Comércio, apesar da denominação oficial de Rua Louis Ensch ter vigorado mediante a lei municipal nº 248, de 8 de janeiro de 1954, aprovada pelo então prefeito fabricianense Raimundo Alves de Carvalho.
A estruturação e urbanização de boa parte dos bairros de Ipatinga ocorreu por intermédio da Usiminas. Posteriormente, predominaram na avenida, além do comércio, atividades como hotéis e pensões, acompanhadas da rápida expansão econômica em função do crescimento populacional, que também motivou a emancipação de Ipatinga em 1964. Próximo ao Centro, no entanto, formaram-se cortiços, fazendo com que a via configurasse como uma área com altos índices de violência e prostituição, além de problemas com enchentes. Na década de 1970, o então prefeito Jamill Selim de Sales alterou a denominação do logradouro para Avenida 28 de Abril, oficializada somente em 2008, e na década de 90 houve uma reestruturação da avenida, com um projeto de reurbanização do Centro de Ipatinga que também removeu as residências irregulares, após a população ser transferida para um conjunto habitacional.